# شون مكدونالد
شون مكدونالد (بالإنجليزية: Shawn McDonald)‏ هو مغن مؤلف أمريكي، ولد في 4 سبتمبر 1977 في يوجين في الولايات المتحدة.

## وصلات خارجية
- الموقع الرسمي
- شون مكدونالد على موقع IMDb (الإنجليزية)
- شون مكدونالد على موقع روتن توميتوز (الإنجليزية)
- شون مكدونالد على موقع ميوزك برينز (الإنجليزية)
- شون مكدونالد على موقع أول ميوزيك (الإنجليزية)
- شون مكدونالد على موقع ديسكوغز (الإنجليزية)